# Bradley (Dakota del Sur)
Bradley es un pueblo ubicado en el condado de Clark en el estado estadounidense de Dakota del Sur. En el Censo de 2010 tenía una población de 72 habitantes y una densidad poblacional de 113,47 personas por km².

## Geografía
Bradley se encuentra ubicado en las coordenadas 45°5′26″N 97°38′31″O / 45.09056, -97.64194. Según la Oficina del Censo de los Estados Unidos, Bradley tiene una superficie total de 0.63 km², de la cual 0.63 km² corresponden a tierra firme y (0%) 0 km² es agua.

## Demografía
Según el censo de 2010, había 72 personas residiendo en Bradley. La densidad de población era de 113,47 hab./km². De los 72 habitantes, Bradley estaba compuesto por el 100% blancos, el 0% eran afroamericanos, el 0% eran amerindios, el 0% eran asiáticos, el 0% eran isleños del Pacífico, el 0% eran de otras razas y el 0% pertenecían a dos o más razas. Del total de la población el 0% eran hispanos o latinos de cualquier raza.